# Erebia progressiva
Erebia progressiva är en fjärilsart som beskrevs av Müller 1928. Erebia progressiva ingår i släktet Erebia och familjen praktfjärilar. Inga underarter finns listade i Catalogue of Life.